# Shannonomyia argenticeps
Shannonomyia argenticeps är en tvåvingeart som beskrevs av Alexander 1929. Shannonomyia argenticeps ingår i släktet Shannonomyia och familjen småharkrankar. Inga underarter finns listade i Catalogue of Life.